# O-トルイル酸
o-トルイル酸（オルト トルイルさん）は、芳香族化合物である。安息香酸の2位にメチル基が結合した構造で、2-メチル安息香酸とも呼ばれる。精製したものは針状の結晶となる。本物質は、1904年にノーベル化学賞を受賞したウィリアム・ラムゼーによる研究で注目を集めた。